# Gemmula lisajoni
Gemmula lisajoni is een slakkensoort uit de familie van de Turridae. De wetenschappelijke naam van de soort is voor het eerst geldig gepubliceerd in 1999 door Olivera.